# Oliver Christensen
Oliver Christensen (født d. 22. marts 1999) er en dansk professionel fodboldspiller, som spiller som målmand hos den østrigske klub Sturm Graz, udlejet fra ACF Fiorentina og Danmarks landshold.
Oliver Christensen har tilnavnet "Gribben fra Kerteminde".

## Klubkarriere
Oliver Christensen spillede i Kerteminde Boldklub som helt ung, inden han som  U/12-spiller skiftede til Odense Boldklub.

### Odense Boldklub
Han var i oktober 2016 til prøvetræning i Manchester United F.C..
I maj 2017 skrev han en treårig kontrakt med Odense Boldklub. Dermed havde parterne papir på hinanden frem til sommeren 2020. Han med samtidig en del af førsteholdstruppen fra den næstkommende sæsons start. Det første år af sin kontrakt skulle han sideløbende færdiggøre sin skolegang, hvorefter han fra sommeren 2018 ville være fuldtidsprofessionel.
Oliver Christensen fik debut på Odense Boldklubs førstehold i en superligakamp mod Brøndby IF den 22. oktober 2018.

### Hertha BSC
I august 2021, kort før transfervinduet lukkede, skiftede Oliver Christensen til den tyske bundesligaklub Hertha Berlin, hvor han fik en femårig kontrakt.

### Fiorentina
Christensen skiftede i august 2023 til italienske Fiorentina.

## Landsholdskarriere
Oliver Christensen fik debut på et coronaramt dansk landshold i kampen mod Sverige 11. november 2020. Herudover har Christensen spillet fire kampe på henholdsvis U/18- og U/19-landsholdene. 